# Yingaresca jamaicensis
Yingaresca jamaicensis es una especie de insecto coleóptero de la familia Chrysomelidae.
Fue descrita científicamente en 1965 por Blake.